# Gerhard Möllhoff
Gerhard Möllhoff (* 16. Februar 1922 in Hannover; † 21. Mai 2005 in Heidelberg) war ein deutscher Neurologe, Sozialmediziner und Psychiater.
Gerhard Möllhoff wurde 1953 promoviert. Ab 1962 arbeitete er als Dozent am Institut für Rechtsmedizin der Universität Heidelberg in den Bereichen Versicherungsmedizin und forensische Psychiatrie. 1969 habilitierte er sich und wurde 1972 zum außerordentlichen Professor berufen.
Möllhoff war 17 Jahre lang Arzt bei Sozialversicherungsträgern, später Regierungsmedizinaldirektor und bis zu seiner Pensionierung 1984 im Versorgungsamt Heidelberg tätig. Im Jahr 1993 wurde er vom Bundesarbeitsminister zum ehrenamtlichen Richter am Bundessozialgericht ernannt.
Er ist Autor von mehr als 220 wissenschaftlichen Arbeiten und war einer der Gründer der Akademie für Sozial- und Arbeitsmedizin Baden-Württemberg in Stuttgart und 1988 Wiederbegründer des Heidelberger Gespräches.

## Auszeichnungen
- 1986: Verdienstorden des Landes Baden-Württemberg
- 1982: Verdienstkreuz 1. Klasse des Verdienstordens der Bundesrepublik Deutschland[4]
- Ernst-von-Bergmann-Plakette der Bundesärztekammer[4]